# Mürzhofen
Mürzhofen è una frazione di 959 abitanti del comune austriaco di Kindberg, nel distretto di Bruck-Mürzzuschlag (Stiria). Già comune autonomo, il 1º gennaio 2015 è stato aggregato a Kindberg assieme a un altro ex comune, Allerheiligen im Mürztal.